# Iver Schriver
Iver Schriver (født 8. april 1949) er en tidligere dansk  landsholdspiller i fodbold.

## Karriere
Iver Schriver er født i Lemvig, men flyttede i 1952 med familien til Aulum. Den unge Schriver blev hurtigt en kapacitet på fodboldbanen, og i 1967 skiftede han til Herning Fremad, der dengang spillede i jyllandsserien.
I 1970 tog Iver Schriver springet til Vejle Boldklub, som spillede i 1. division. I Vejle var han med til at vinde det  danske mesterskab i 1971 og "The Double" i 1972. I hans første sæson som VB'er blev han udtaget til Danmarks U-21 landshold, hvor han nåede at spille otte kampe. Året efter – i 1971 – nåede han helt til tops som  A-landsholdsspiller. Han debuterede mod Japan i en kamp som Danmark vandt 3-2. Iver Schriver fik i alt fem A-landskampe i sin karriere. Han var på banen fra start til slut i dem alle og scorede i alt seks mål.
I 1972 tog Schriver hul på en karriere som professionel i udlandet. Han skrev først kontrakt med  Sturm Graz i Østrig og sidenhen – i 1975 – med  Germinal Beerschoot i Belgien. I 1975 vendte han tilbage til Vejle Boldklub – samme år vandt klubben  pokalfinalen for 4. gang.
Iver Schriver afsluttede karrieren i Kolding IF, hvor han var aktiv frem til 1981. Derefter mistede han lysten til fodbold på topplan, men spillede dog i en periode på knap ti år fra 1986 på old boys landsholdet.